# Mario Díaz-Balart
Pour les articles homonymes, voir Díaz-Balart, Díaz et Balart.
Mario Rafael Díaz-Balart Caballero, né le 25 septembre 1961 à Fort Lauderdale, est un homme politique américain, élu républicain de Floride à la Chambre des représentants des États-Unis depuis 2003.

## Biographie
Mario Díaz-Balart est né en 1961 à Fort Lauderdale, de l'homme politique cubain Rafael Díaz-Balart, et de son épouse, Hilda Caballero Brunet, Mario Díaz-Balart fait partie de la famille Díaz-Balart, sa tante, Mirta Díaz-Balart, fut la première épouse du président cubain Fidel Castro. Son fils et son cousin était Fidel Ángel "Fidelito" Castro Díaz-Balart. Son oncle est le peintre cubano-espagnol Waldo Díaz-Balart. Son frère Lincoln Díaz-Balart a représenté le 21e district de Floride de 1993 à 2011. Mario Díaz-Balart a deux autres frères, José Díaz-Balart, journaliste, et Rafael Díaz-Balart un banquier. Mario Díaz-Balart a étudié les sciences politiques à l'Université de Floride du Sud avant de commencer sa carrière dans la fonction publique en tant qu'assistant du maire de Miami, Xavier Suárez, en 1985. La même année, il a changé d'affiliation politique, passant du parti démocrate au parti républicain. 
Il est élu à la Chambre des représentants de Floride de 1988 à 1992. Il rejoint le Sénat floridien entre 1992 et 2000, année où il retrouve la Chambre basse de la législature de Floride.
En 2002, il est élu à la Chambre des représentants des États-Unis dans le 25e district de Floride avec 64,7 % des voix. En 2004, il est reconduit pour un deuxième mandat sans opposition. Il est réélu avec 58,5 % en 2006 et 53,1 % en 2008. En 2010, il quitte sa circonscription pour se présenter dans le 25e district, plus favorable aux républicains, où son frère Lincoln Díaz-Balart ne se représente pas. Il est réélu sans opposant démocrate en 2010 ; de même qu'en en 2012 et 2014, de nouveau dans le 25e district (après un redécoupage des circonscriptions).
Le 18 mars 2020, Mario Díaz-Balart annonce avoir été testé positif au COVID-19 durant la pandémie de maladie à coronavirus de 2019-2020. Il est le premier membre du Congrès des États-Unis testé positif à cette maladie.
Après la mort du représentant Alcee Hastings en avril 2021, Mario Díaz-Balart est devenu le doyen de la délégation du Congrès de Floride.
En matière de politique étrangère, il s'oppose à une normalisation des relations avec Cuba.